# Bruenor Battlehammer
Bruenor Battlehammer es un personaje de ficción de los Reinos Olvidados creado por R.A. Salvatore. Es un enano, jefe del clan Battlehammer, y heredero al trono de Mithril Hall. Se caracteriza por su mal genio.
Es protagonista en muchos de los libros de Drizzt Do'Urden, el elfo oscuro. Es padre adoptivo de Catti-Brie, una humana, y de Wulfgar, el bárbaro.

## Historia
Bruenor nació en Mithril Hall (Los Salones de Mithrill en castellano) , donde pasó su infancia hasta que un ejército de duergars liderados por el dragón Tiniebla Brillante, invadió la mina, matando a su abuelo, el rey, y a su padre. Los pocos supervivientes del clan fueron desterrados y huyeron al Valle del Viento Helado, donde fundaron una colonia con el mismo nombre que la mina en los precipicios de una garganta profunda. La mina contenía grandes cantidades de metal precioso, lo que hacía que está fuera muy preciada para los enanos. 
Bruenor, como heredero de su clan, fue nombrado jefe. Durante casi dos siglos vivió en el valle del Viento Helado, hasta que Catti-Brie apareció desnuda en las montañas. La niña, huérfana por un ataque de goblins, fue criada por el clan de enanos, llegando a ser la única capaz de ablandar el corazón de piedra del enano gruñón. Más tarde, y a través de una adolescente Catti-Brie, Bruenor conoce a Drizzt Do'Urden. Aunque en un principio sentía desconfianza del drow, pronto comprende las buenas intenciones de éste, y es el primero en aceptar al elfo oscuro dentro del Valle del Viento Helado.
Drizzt pasa a convertirse en su mejor amigo, y en los años siguientes la vida transcurre tranquila en el valle, hasta que una horda de bárbaros provenientes de las estepas ataca Diez Ciudades. Gracias a Regis, un halfing, y su gema mágica (un rubí del tamaño de un puño que tenía el poder de convencer a la gente), logran unir a los dirigentes de cada una de las ciudades. Durante esa guerra, Bruenor encuentra en el campo de batalla a un joven bárbaro, Wulfgar, al cual lleva a las minas y cuevas donde habitan los enanos en el Valle del Viento Helado y le pone a trabajar en la forja. Conforme pasó el tiempo adoptó a Wulfgar como hijo y forjó para el bárbaro el martillo Aegis- Fang, el cual sería la llave para abrir las puertas de Los Mithrill Hall.
Después de la guerra sucedida en el valle, Bruenor y sus amigos emprenden la marcha para reconquistar Los Salones de Mitrhill de los duergars y del dragón oscuro Tiniebla Brillante. Durante dicha reconquista el enano cae sobre un profundo abismo de la Antípoda Oscura mientras lucha contra el Dragón.
- Datos: Q2657529

parte extra Por Andres Mra 87495820-90

Bruenor Battlehammer era el padre adoptivo de los humanos Catti-brie y Wulfgar , el rey de Mithril Hall , amigo de Drizzt y Regis , y artesano de AEGIS-fang . Él era un miembro de los Compañeros del Hall y del Consejo, de 12 pares .
Bruenor porta un hacha de una sola hoja y un escudo con un símbolo de jarra de cerveza espumosa en la espalda (emblema de su clan). Lleva un casco de un solo cuerno. [3] pero se perdió en la batalla por Shallows . [ cita requerida ] Drizzt, pensando que Bruenor había muerto, tomó el casco y lo puso en un palo en la cueva que le servía la vivienda para traerlo de vuelta del hogar del cazador . [ cita requerida ] Después de que Bruenor resucitara reclamó su casco de un cuerno.
Bruenor fue expulsado del Salón de Mithril cuando él era apenas un niño. Huyeron debido a la invasión del Salón de Mithril por "Tiniebla brillante" y sus secuaces. Su clan se instaló en El Valle de Viento Helado en el monte Kelvin, cerca de las diez ciudades . El Clan Battlehammer suministró las ciudades con armas enanos bien hecho y armaduras. Cuando Bruenor alcanzó la mayoría de edad, tomó su lugar legítimo como líder del clan.
Después de la batalla con el Asistente de Akar Kessel, el artefacto Crenshinibon y sus secuaces, -entre ellos el Balor, Errtu- Bruenor engañó a Drizzt para que le ayudara en la búsqueda de Mithril Hall, haciéndose el moribundo después de sufrir lesiones durante la batalla.
Junto con Drizzt Do'Urden y Wulfgar , Bruenor se pone en camino para encontrar Mithril Hall. Mientras estaban cruzando el valle en su camino hacia fuera de las Diez Ciudades, Artemis Entreri llegó a secuestrar a Regis, sin embargo, Regis que ya sabía que Artemis había llegado a Lonelywood, se había ido a unirse a los tres en su búsqueda. Artemis se llevó a Catti-Brie como rehén y comenzó una búsqueda a través del norte para localizar a Regis, uniéndose a los miembros de la Torre sede de la Arcana en Luskan en la búsqueda.
Después de muchos desafíos en el camino hacia el Salón del Mithril, incluyendo el cruce de los Páramos Troll y después de haber sido rechazados por los guardias en Nesmé , por ser Drizzt un drow, la llegada de los compañeros del Hall fue una de corta duración motivo de alegría, tras una batalla con Artemis y sus compinches en los niveles de entrada del Salón de Mithril, Drizzt y Artemis fueron separados de los demás por una trampa de los enanos antiguos. Muerlada , cimitarra de Drizzt, se quedó en la Cámara de Bruenor, él la tomó y se quedó con Catti-brie, Regis y Wulfgar en los niveles superiores y buscaron la manera de salir, pensando que estaba muerto Drizzt.
Cuando los compañeros del Hall combatieron con Tiniebla brillante, el dragón de la sombra que había capturado Mithril Hall al Clan Battlehammer. Los compañeros del Hall pensaron que Bruenor murió cuando lo vieron montar el dragón de sombra prendido de fuego, acompañándolo en la muerte del dragón. Mientras tanto Artemis Entreri había capturado a Regis en daggerpoint para devolverlo a Puerto Cálim. La aparente muerte de Bruenor y la captura de Regis había desalentado a los compañeros, y optó por dejar los pasillos del Salón de Mithril, con una batalla con el Duergar que había servido Shimmergloom. Drizzt y Wulfgar se comprometieron a recuperar a Regis, después de conseguir rescatar a Catti-brie. Bruenor, mientras tanto, había subido desde el cadáver de Tiniebla brillante, lo único que le mantenía vivo era Muerte helada, que Drizzt había perdido en la batalla con Artemis Entreri.
Durante las próximas semanas, Bruenor se abrió camino desde los puntos más bajos de Mithril Hall, que cubre la barba y el pelo en la ceniza para disimular el color de la Duergar que ahora residían en Mithril Hall, y matando a todo aquel que lo encontró. Con el tiempo, que tuvo que escapar trepando por un árbol de la chimenea - durante el cual fue atacado por una araña gigante . A pesar de que fue mordido, Bruenor logró matar a la araña y encontrar su camino hasta la salida de humos al exterior. Finalmente no pudo vencer el veneno y Bruenor perdió el conocimiento.
Se despertó para descubrirse a sí mismo en el cuidado de Alústriel Silverhand , gobernante de la Ciudad de la Luna. La señora había adivinado situación Bruenor y se movilizaron para ayudar. Con su ayuda - y la de la Harpells de Lonjaeces - Bruenor fue capaz de dar caza a Drizzt y Wulfgar, que iban a su vez, persiguiendo a Entreri. Bruenor cubrió los cientos de kilómetros en un carro de fuego proporcionadas por Alústriel, Bruenor y Catti-brie llegaron a tiempo para ayudar a Drizzt y Wulfgar en una batalla en el barco del capitán Deudermont, con los piratas.
Después, los compañeros reunidos fueron a Calimshán , desembarcando en la ciudad costera de Memnon , y viajaron a través del desierto Calim , a Puerto Cálim , donde se enredó con Artemis Entreri en los bajos fondos de su propio terreno de los asesinos, junto con el bajo vientre criminal de los ladrones gremio de Baja Pook , empleador anterior de Regis. Después de haber sido desterrado al plano de la Gehena a través de un artefacto mágico en manos del baja Pook, Bruenor pensó que había perdido a su amada hija, se fue enfurecido y comenzó a luchar como un enano poseso. Drizzt y Catti-Brie rescataron a Regis y provocó la caída de uno de los gremios de ladrones más dominantes en la ciudad.
Después de dejar a Regis en Puerto Cálim como el maestro de hermandad del gremio de los nuevos ladrones, volvieron a su casa en el norte, y pasó el invierno recogiendo sus fuerzas para retomar Mithril Hall. Bruenor y sus ejércitos expulsaron a los enanos grises, y Bruenor fue establecido como rey de Mithril Hall, con un par de miles de colonos de otros reinos enanos, como la Ciudadela Adbar, su toma de posesión lealtad a él. La paz fue muy corta, sin embargo, como un pequeño grupo de drow , dirigido por la hermana ya desquiciado de Drizzt, Vierna Do'Urden , y su hermano, Dinin Do'Urden , ahora transformado en un draña , ambos tratando de recuperar el favor de la deidad de los elfos oscuros, Lloth , entró en la Infraoscuridad buscando Drizzt, matando a un grupo de inocentes buscadores de Mithril Hall. Bruenor, junto con los otros compañeros fueron a investigar, lo que resultó en el enraizamiento de los drow, siendo imprevisibles para Vierna se convocó a un siervo de Lloth, una Yochlol . Durante la batalla, Wulfgar, causó la caída de la cueva en la Yochlol causando su muerte y la suya. el envío de los compañeros en una profunda depresión, sobre todo Bruenor. En las escaramuzas durante este tiempo oscuro de Mithril Hall, Bruenor perdió un ojo (lo que el sacerdote Cordio Muffinhead entre los otros clérigos de Mithril Hall después consiguieron regenerarle).
La muerte de su hijo adoptivo envió a Bruenor a una profunda depresión. Cuando Drizzt izquierda para ir a Menzoberranzan para ajustar cuentas con su pueblo, Catti-brie vio Bruenor por ser demasiado absorto en su propio dolor para ser un compañero útil cuando se persiguió a Drizzt. No era sin embargo sin ayuda en los túneles siempre tan oscuro de la menor Infraoscuridad , y se reunió con Alústriel que le proporcionó un círculo mágico que enciende las zonas más oscuras con la estrella mágica / luz de la luna. Cuando ella y volvió a Drizzt, semanas más tarde, las noticias de una guerra drow prevista en el Salón del Mithril obligó a Bruenor salir de su depresión.
Con la ayuda de los reinos vecinos y la gente, Bruenor y su reino sobrevivieron el asalto Drow a Mithril Hall. Bruenor y sus amigos, incluso se dedicaron a la búsqueda de los líderes del ejército drow - las matronas de las casas más poderosas. En la batalla se encontraron con la matrona Baenre, Bruenor, la partió por la mitad, causando la muerte a ella y terminar con su milenaria dominación de la ciudad drow. Después de la batalla, se encontraron con Gandalug Battlehammer - el fundador de Mithril Hall y antepasado de Bruenor - que había sido prisionero de la Matrona Baenre por arte de magia-ocupó durante casi dos milenios. El descubrimiento de otro Bruenor rey legítimo permitió a abdicar a Bruenor en favor de su antepasado y perseguir sus propias ambiciones en Icewind Dale y las minas que su clan habían hecho allí.
Durante seis años, la ausencia de Drizzt y Catti-brie, hizo más estrecha amistad con Regis.
Cuando el balor Errtu consiguió la Piedra de Cristal, Bruenor se unió a sus amigos en la derrota del tanar'ri a cabo en el mar de hielo en movimiento. Errtu estaba ganando la pelea. Al final resultó que, Wulfgar no había muerto seis años antes, más bien, que había sido llevado a la corte de la diosa Lolth , que lo cambiaron a Errtu a cambio de servicios Errtu a ella. Errtu luego pasó años torturando a Wulfgar, causándole la muerte, y la reactivación de él, destrozando imágenes falsas de sus amigos para quebrar su espíritu, y buscando la oportunidad de provocar a Drizzt para liberar el destierro de Errtu. Después de que Drizzt liberara accidentalmente el destierro, Errtu trajo Wulfgar de nuevo al primer plano material para presenciar la destrucción de sus amigos. La llegada de AEGIS-fang y el hablar en voz alta su nombre volvió a las manos esperando Wulfgar está detrás de una capa de hielo que a su vez permitió a los amigos para destruir al demonio, una vez más que desterrar por cientos de años.
Sin embargo, la reunión fue un breve momento de alegría vivido. Después de Drizzt y Catti-brie intentó Wulfgar abrir y perdonarse a sí mismo, golpeó a Catti-brie. Avergonzada y apenada, Wulfgar dejó a los compañeros una vez más. Una vez que Bruenor se enteró del incidente, él estaba muy enojado con Wulfgar, y quería estrangularlo. Después de un tiempo, los compañeros estaban a la caza de Aegis fang, después de enterarse de que fue robado a Wulfgar durante su permanencia en la taberna Cutlass en Luskan como un gorila. Después de enterarse de que un pirata sanguinario y su banda de piratas mujer tenía el arma, Bruenor y sus amigos ponen en camino para encontrarla. Que una vez más se unió a Wulfgar, Bruenor aunque aliviado, pero todavía enojado se aseguró de golpe Wulfgar en la cara para golpear a su hija, y por haberlos preocupado. Finalmente recuperado de Aegis fang de los Piratas antes de regresar al valle del viento helado.
El tiempo de Bruenor en el valle del viento helado fue de corta duración ya que Gandalug murió pocos años después de la reanudación de su escritura en el trono. Como Bruenor, con la escolta de revientabuches bajo el mando de Thibbledorf Pwent , un amigo de Bruenor, a menudo muestran desprecio tanto por su battlerager más indignante, que había venido a recogerlo para acompañarlo de regreso a Mithril Hall. Empezaron el viaje de regreso a Mithril Hall, junto con Drizzt, Catti-brie, Regis y Wulfgar, que compraron Curtie Delly, nuevo socio Wulfgar, y su hija adoptiva Gran Colson. En el camino se encontraron con dos supervivientes de una caravana de enanos de Mirabar. La caravana había sido atacada por un grupo que se alinearon con la Horda de Orcos que pronto iban a cambiar el norte a partir de entonces. El viaje les llevó a la ciudad de Shallows , que Bruenor trató de defender de una fuerza de Obould horda 's, dirigido por su hijo Urlgen .
Durante la batalla, Drizzt se separó de Bruenor y los compañeros, pero al ver un enano morir en el derrumbe de la torre del mago, entró en una rabia oscura, su personaje "cazador" y salió en busca de venganza contra los que habían matado Bruenor. La realidad era sin embargo, que Bruenor había tomado tales daños durante la batalla, que él sólo estaba vivo, debido a los continuos esfuerzos de los sacerdotes enanos. Esto continuó hasta bien entrado el próximo libro de la trilogía de El Cazador de cuchillas , donde los enanos restantes lograron tomar los enanos heridos de vuelta a Mithril Hall, donde Bruenor establecido en el borde de la muerte hasta que Regis logró atraer de nuevo a la conciencia con el encanto de rubí . Bruenor reputación creció con su regreso de Moradin salas 's, condujo a los enanos en un cargo casi suicida para recuperar el río Surbrin de la horda de manera típica enana obstinada. Drizzt regresó a la conclusión de la guerra, y después de una guerra prolongada y siniestro muy alta con Obould, finalmente hizo las paces con el rey orco, lo que demuestra que todo en el norte que Bruenor fue un revolucionario, aunque a través de todo él era muy escépticos de todo el asunto, los instintos de los enanos de los orcos por lo que es más difícil para Bruenor a creer que era por el bien común. Durante muchos años permaneció el rey de Mithril Hall, quejándose de su colega orco todo el tiempo, aunque a regañadientes, reconoció los esfuerzos realizados en Obould tratando de mantener a los orcos bajo control. Aunque durante este tiempo, Wulfgar dejó Mithril Hall para volver a Icewind Dale.
Después de que su hija se casó con Drizzt, y fue afectada por la Plaga de Conjuros, junto con Regis, que trató de salvarla con su colgante de rubí, los compañeros viajaron a Espíritu Elevado, casa del Sumo Sacerdote y Elegido de Deneir, Cadderly Bonaduce en un intento de encontrar una cura para la misteriosa enfermedad. Sin embargo, después de una batalla con el alma combinada de los liches de la Piedra de Cristal y un dragón rojo, y con la ayuda de Jaraxle, el líder de los mercenarios drow banda Bregan Daerthe, destruyeron la abominación. Cadderly se sacrificó para que no volviera nunca el dracolich, y los compañeros marcharon de nuevo para Mithril Hall, con Catti-brie y Regis afectados todavía. A su regreso, Mielikkei, la diosa patrona de Catti-brie, vino a reclamar su espíritu, junto al de Regis, Bruenor quedó devastado al igual que Drizzt.
Después, Bruenor fingió su muerte para poder salir de Mithril Hall, en busca de Gauntlgrym, la legendaria casa de los enanos Delzoun. Su búsqueda comenzó en 1409, según el cómputo de los valles, y junto con Drizzt, Thibbledorf Pwent, El alquimista gnomo Nanfoodle, y el orco sacerdote de Grumush Jessa, se puso a buscar Gauntlgrym. Después de muchos años de búsqueda, Nanfoodle y Jessa murieron de viejos y Thibbledorf Pwent los dejó para ir a la Casa de los Enanos en el Valle de viento Helado debido a sus rodillas finalmente dicieron fallarle después de años de abusos violentos debido a su furia de batalla. Todo se redujo al todavía relativamente joven Drizzt y Bruenor para continuar la búsqueda de Gauntlgrym.
Bruenor murió en 1462 DR debido a las lesiones que sufrió mientras defendía Gauntlgrym del demonio Pozo Beealtimatuche convocado por el Lich Valindra. Antes de morir, protegió con éxito Gauntlgrym de la destrucción mediante el sellado de Primordial de fuego. En vez de ir a los salones de Moradin, se une a Regis, Wulfgar y Catti-brie en el paraíso. [5]